# Stołpce (stacja kolejowa)
Stołpce (biał. Стоўбцы, ros. Столбцы) – stacja kolejowa w miejscowości Stołpce, w rejonie stołpeckim, w obwodzie mińskim, na Białorusi. Leży na linii Moskwa - Mińsk - Baranowicze - Brześć.

## Historia
Stacja powstała w XIX w. pomiędzy stacjami Niehorele a Horodziej.
3 października 1920 stacja została zdobyta przez wojsko polskie po walce z dwoma sowieckimi pociągami pancernymi.
W okresie międzywojennym stacja leżała w Polsce, w województwie nowogródzkim, w powiecie stołpeckim. Była to stacja graniczna na granicy z Związkiem Sowieckim. Po stronie radzieckiej stacją graniczną były Niehorele. Przed granicą istniał jeszcze jeden polski przystanek kolejowy Kołosowo, znajdujący się przy strażnicy KOP.
Do Stołpców dochodziła linia szerokotorowa z ZSRR, którą docierały pociągi międzynarodowe ze Związku Radzieckiego (do Niehorelich również docierała linia normalnotorowa z Polski). Tu przekraczały granicę pociągi z Warszawy, Berlina czy z Paryża do Moskwy.
Po ataku ZSRR na Polskę stacja straciła swój nadgraniczny charakter.